# Вурал, Гюрай
Гюрай Вурал (тур. Güray Vural; 11 июня 1988 года, Афьонкарахисар) — турецкий футболист, полузащитник клуба «Антальяспор».

## Клубная карьера
Гюрай Вурал начинал свою профессиональную карьеру футболиста в 2007 году в клубе турецкой Суперлиги «Денизлиспор». 16 декабря того же года он дебютировал на высшем уровне, выйдя в стартовом составе в домашнем поединке против команды «Генчлербирлиги ОФТАШ». 19 апреля 2008 года Гюрай забил свой первый мяч в рамках Суперлиги, ставший голом престижа в гостевой игре с «Фенербахче». Спустя 3 недели он отметился дублем в домашнем матче с «Ризеспором». 7 марта 2010 года в самом начале гостевого матча с «Манисаспором» Гюрай получил травму, из-за которой он был вынужден провести вне футбола следующие полтора года. По итогам чемпионата 2009/10 «Денизлиспор» вылетел из Суперлиги, и следующий сезон после выздоровления Сердар вместе с командой провёл в Первой лиге.
Летом 2012 года Гюрай Вурал стал игроком новичка Суперлиги «Акхисар Беледиеспора». 17 августа того же года он стал автором первого гола этой команды в Суперлиге, забив единственный и победный мяч в гостевом поединке против «Эскишехирспора». 23 февраля 2015 года Гюрай уже на 5-й минуте вывел вперёд «Акхисар Беледиеспор» в гостевой игре с «Фенербахче», 4 октября того же года он вновь распечатал ворота «Фенербахче» ударом с пенальти.
В начале 2016 года Гюрай Вурал перешёл в «Трабзонспор», но не смог там себя никак проявить, и спустя год стал игроком «Кайсериспора». 29 января 2017 года он сделал дубль в домашнем матче с «Фенербахче».

## Карьера в сборной
27 марта 2017 года Гюрай Вурал дебютировал в составе сборной Турции в домашнем товарищеском матче против команды Молдовы, выйдя в стартовом составе.